# HD 74273
HD 74273，又名CD-48 4020，SAO 220282、HR 3453，是一颗恒星，视星等为5.9，位于銀經267.13，銀緯-4.27，其B1900.0坐标为赤經8h 37m 54.9s，赤緯-48° -4.27′ 57″。